# Joven Orquesta Gustav Mahler
La Joven Orquesta Gustav Mahler o Gustav Mahler Jugendorchester (GMJO) (en inglés, Gustav Mahler Youth Orchestra) es una orquesta joven con sede en Viena, Austria, fundada en 1986 por el director de orquesta Claudio Abbado.
Es miembro asociado de la Federación Europea de Jóvenes Orquestas Nacionales.

## Historia
En 1992, la orquesta se convirtió en la primera orquesta juvenil paneuropea en ofrecer acceso a músicos jóvenes en los antiguos países comunistas como Hungría y Checoslovaquia, realizando audiciones abiertas en el antiguo Bloque del Este. Desde 1992 un jurado autorizado por Claudio Abbado realizó su selección entre los numerosos candidatos en audiciones que se celebran en más de veinticinco ciudades europeas cada año. Actualmente hay más de 100 músicos en la orquesta y provienen de varios países, incluidos Alemania, Austria, Francia, Hungría, Rusia, España, Gran Bretaña, Rumania y Suiza. Los miembros del jurado son destacados músicos orquestales que continúan asistiendo a la orquesta con su programa musical durante el período de ensayo.
La orquesta tiene una gran plantilla. Más de 130 músicos participaron en su gira de pascua en 2005, lo suficiente como para tocar la Sinfonía alpina de Richard Strauss en su orquestación completa.
El repertorio de la orquesta abarca desde la música clásica hasta la contemporánea, con énfasis en las grandes obras sinfónicas de los períodos romántico y romántico tardío. Su alto nivel artístico y su éxito internacional han llevado a muchos directores y solistas destacados a actuar con la agrupación. La orquesta también ha actuado en el Festival de Lucerna, el Festival de Salzburgo, el Festival de Pascua de Salzburgo y en los Proms. Muchos exmiembros de GMJO ahora son miembros de las principales orquestas europeas, algunos de ellos en puestos principales.
Muchos directores han colaborado con la Joven Orquesta Gustav Mahler, entre ellos Claudio Abbado, Mariss Jansons, Pierre Boulez y Bernard Haitink.

## Grabaciones
- Iannis Xenakis : Keqrops, dirigido por Claudio Abbado, Deutsche Grammophon 1997.
- Richard Strauss : Eine Alpensinfonie, dirigida por Franz Welser-Möst, EMI 2005.
- Anton Bruckner : Sinfonía n.º 8, dirigida por Franz Welser-Möst, EMI 2002.
- Anton Bruckner : Sinfonía n.º 9, dirigida por Herbert Blomstedt, Dirigent DIR-684, 2010.
- Arnold Schoenberg : Pelleas und Melisande, Richard Wagner : Prelude to Act 1 of Tristan und Isolde, dirigido por Pierre Boulez, Deutsche Grammophon 2003 (publicado en 2012).